# قرار مجلس الأمن التابع للأمم المتحدة رقم 1699
قرار مجلس الأمن التابع للأمم المتحدة رقم 1699، الذي تم تبنيه بالإجماع في 8 أغسطس 2006، بعد التذكير بالقرار 1617 (2005) بشأن التعاون بين الإنتربول واللجنة المنشأة في القرار 1267 (1999)، طلب المجلس من الأمين العام اتخاذ خطوات من أجل زيادة التعاون بين الأمم المتحدة والانتربول.

## أعمال
طُلب من الأمين العام كوفي عنان اتخاذ «الخطوات اللازمة» لزيادة التعاون بين الأمم المتحدة والإنتربول، حتى تتمكن لجان مجلس الأمن من أداء أدوارها بشكل أكثر فاعلية والسماح للبلدان بتنفيذ التدابير التي يتخذها مجلس الأمن بشكل أفضل.
علاوة على ذلك، تم تشجيع الدول على استخدام الأدوات التي يوفرها الإنتربول، بما في ذلك نظام اتصالات الشرطة العالمي I-24/7، لتعزيز الإجراءات التي وافق عليها مجلس الأمن.

## روابط خارجية
- نص القرار في undocs.org
- موقع الانتربول